# مايك كايزر
مايك كايزر (بالإنجليزية: Mike Kaiser)‏ هو سياسي أسترالي، ولد في 20 أبريل 1963 في بريزبان في أستراليا. حزبياً، نشط في حزب العمال الأسترالي. وقد انتخب عضو المجلس التشريعي ولاية كوينزلاند.